# Єркін Тапалов
Єркін Олегович Тапалов (каз. Еркін Олегұлы Тапалов, нар. 3 вересня 1993) — казахський футболіст, півзахисник клубу «Кайрат» та національної збірної Казахстану.
Виступав також за клуб «Акжайик».

## Клубна кар'єра
У дорослому футболі дебютував 2011 року виступами за команду «Акжайик», у якій провів сім сезонів, взявши участь у 123 матчах чемпіонату. 
Згодом з 2019 по 2024 рік грав у складі команд «Жетису», «Каспій», «Шахтар» (Караганда), «Акжайик», «Туран» (Туркестан), «Кизилжар» та «Тобол» (Костанай).
До складу клубу «Кайрат» приєднався 2025 року. 

## Виступи за збірну
У 2019 році дебютував в офіційних матчах у складі національної збірної Казахстану.